# معدن مس-مولیبدن کاجاران
معدن کاجاران (انگلیسی: Kajaran Mine) یک معدن فعال روباز مس و مولیبدن در شهرک کاجاران در جنوب استان سیونیک ارمنستان می‌باشد و بزرگترین معدن عملیاتی ارمنستان محسوب می‌شود.

## نگارخانه

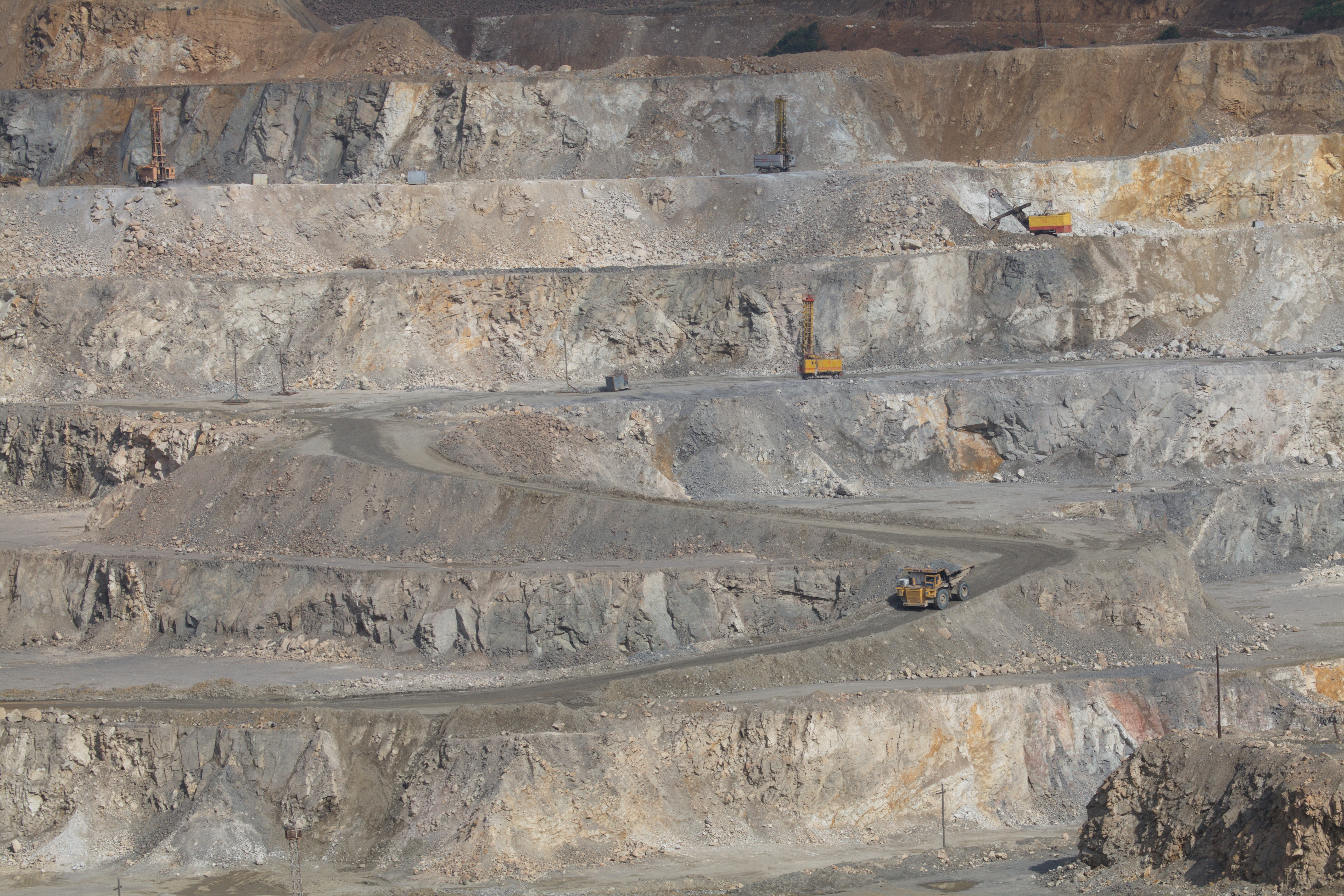
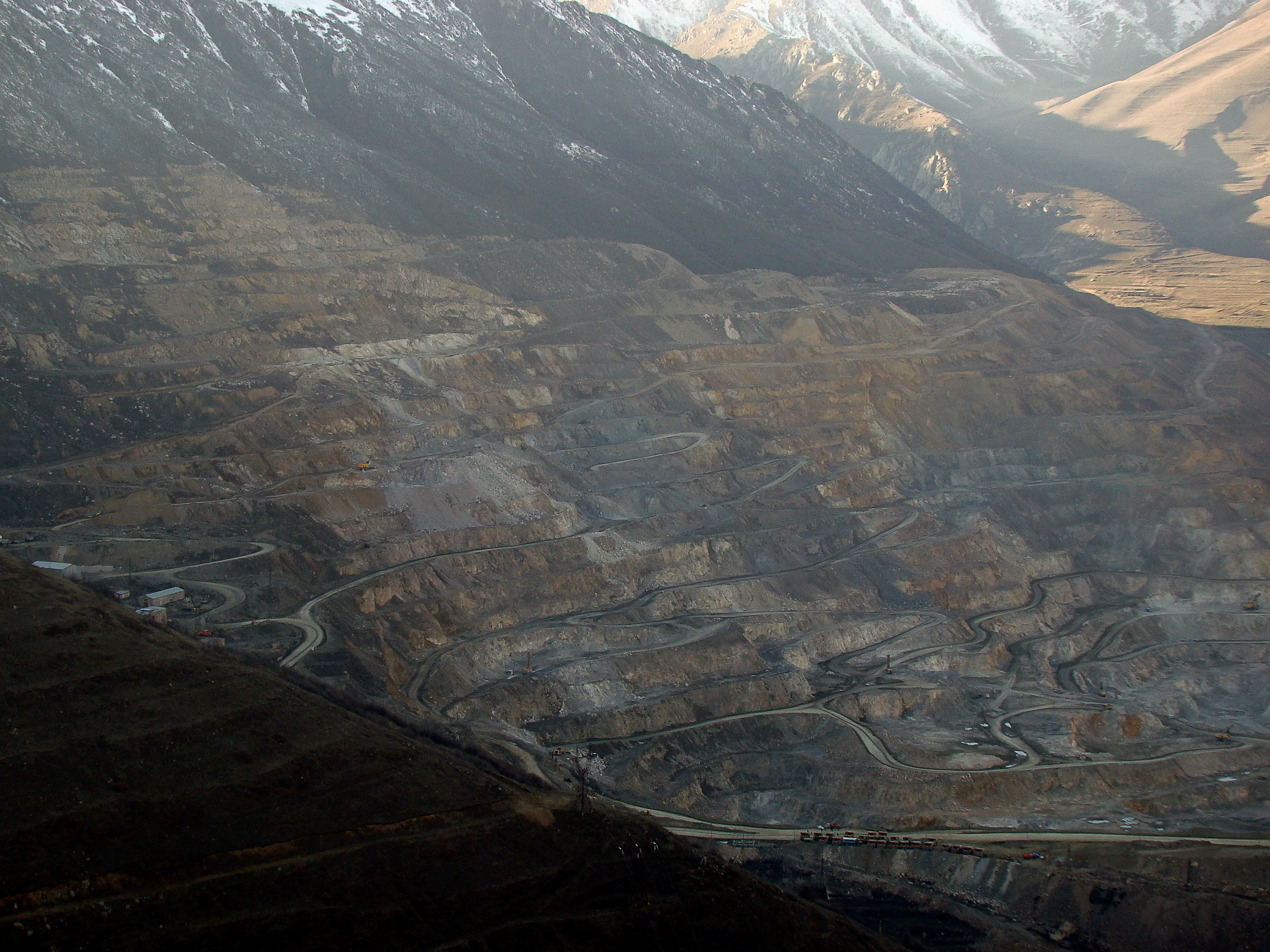